# Ostrogoterne
Ostrogoterne eller østgoterne var den ene af gotiske hovedstammer. Den anden var visigoterne. De hørte til de germanske folk, hvis tilstedeværelse i Romerriget havde en vigtig betydning i folkevandringstiden. Et af højdepunkterne i den ostrogotiske historie var omkring år 500, da det lykkedes Teoderik den Store at skabe et stort kongerige i Italien, men riget faldt fra hinanden kort efter hans død, da ostrogoterne blev underlagt det Østromerske Kejserdømme efter slaget ved Mons Lactarius i 553. Herefter forsvandt stammens navn fra historien.

## Forhistorisk tid
Goterne var samlet i én nation helt op til det 3. århundrede, da de ifølge vore kilder delte sig i to grupper: ostrogotere og visigotere. De delte en kultur: en skytsguddom som romerne kaldte Mars havde fx stor betydning i begge stammers religion. Denne såkaldte "deling", eller måske mere korrekt, den nye bosættelse af den vestlige stamme i den romerske provins Dacia, var et naturligt resultat af en befolkningstilvækst i deres kerneområde på Krim ved Sortehavet, hvor goterne havde etableret et stort kongedømme. De tilbageværende blev kendt som ostrogoter. En anden germansk stamme gepiderne blev deres vasaller og rivaler.
Hunnerne angreb omkring 370 ostrogoternes rige, og goterne blev herefter drevet mod vest. Den ostrogotiske hersker Ermanarik begik ifølge den romerske historiker Ammianus Marcellinus selvmord i 378, da riget var tabt. I de næste årtier boede ostrogoterne på Balkan, som en af hunnernes vasalstater. De indgik i hunnernes hær og kæmpede flere steder i Europa, bl.a. i slaget ved Chalons sur Marne i 451. Goterne gjorde flere oprør mod hunnerne, men de blev alle slået ned. Indførelsen af hunnernes rytterkultur i den gotiske militærtaktik gav dem siden en betydelig fordel i de krige, de blev involveret i.
Noget tyder dog på, at ikke alle gotere blev fordrevet fra deres første kongerige, da nogle kilder nævner at det gotiske sprog sporadisk blev talt på Krim helt frem til 16. århundrede.

## Efter hunnerne
Deres egen nedskrevne historie begynder med deres uafhængighed af hunnernes imperium lige efter Atillas død. De allierede sig med en række af hunnernes tidligere vasaller, heriblandt deres rivaler gepiderne. Under ledelse af Teodemir brød de hunnernes magt ved at besejre Atillas sønner i slaget ved Nedao i 454.
Østgoterne fik et tættere forhold til det romerske kejserrige og slog sig ned i Pannonien. I den sidste halvdel af det 5. århundrede spillede ostrogoterne stort set samme rolle, som visigoterne havde spillet et århundrede før: De gik fra venskab til fjendskab i alle relationer med det østlige Romerrige, indtil de, akkurat som vestgoterne før dem, flyttede fra øst mod vest og dannede et autonomt kongerige på romersk territorium.

## Teoderik den Store
Teoderik den Store regnes af historikerne som den største af alle ostrogotiske herskere. Han blev født ca. 454, kort tid efter slaget ved Nedao. Sin barndom tilbragte han som gidsel i Konstantinopel, hvor han modtog en romersk uddannelse. Den tidlige del af hans liv var præget af forskellige disputter, intriger og krige i det det byzantinske rige. Han havde desuden en rival til tronen som ostrogoternes fyrste, Teoderik Strabo, som var hans fjerne slægtning og søn af Triarius. Denne ældre Teoderik ser ud til at have været høvding, ikke konge, af den gren af ostrogotere, der tidligere havde slået sig ned indenfor riget.
Teoderik den Store optrådte nogle gange som kejserrigets ven og nogle gange som dets fjende. Da han blev regnet som ven, blev han udstyret med forskellige romerske titler og embeder, blandt andet blev han regnet som patricier og var romersk konsul, men samtidig forblev han hele tiden den nationale ostrogotiske konge. Det var i begge disse roller, at han i 488 blev udsendt af kejser Zeno for at vriste Italien fra den germanske general Odoacer og genetablere Konstantinopels indflydelse. Inden 493 var forbi, var Ravenna indtaget og Odoacer dræbt af Theoderik personligt. Ostrogoterne havde nu total kontrol over Italien, Sicilia, Dalmatia og landene i Alpeområdet. I forbindelse med denne krig begyndte ostrogoterne og visigoterne igen at have tæt kontakt, og de to stammer nærmede sig en genforening, dersom det er korrekt at Teoderik fik hjælp af visigotiske lejetropper. De to grene i den gotiske nation blev snart ført endnu tættere sammen, efter at Teoderik også blev de facto regent for visigoternes kongedømme i Toulouse. Teoderiks magt var nu i realiteten udvidet til en stor del af Gallien og næsten hele den Iberiske halvø.
Den visigotiske konge Alarik II blev dræbt under slaget ved Vouillé, og en tid med forvirring fulgte. Den ostrogotiske konge trådte til som værge for Alariks søn Amalrik og tog dermed vare på hele hans iberiske og galliske herredømme. Frankerne benyttede ustabiliteten i riget til at erobre Toulouse, mens det lykkedes goterne at beholde regionen omkring Narbonne og Septimania i Gallien. Alt dette betød, at under Teoderiks regeringstid var visigoternes kongedømme praktisk talt forenet med hans eget rige. Det ser tilmed også ud til, at han har hævdet en slags overhøjhed over de øvrige germanske riger, med undtagelse af frankerne.
Østgoternes herredømme var i udstrækning og magt større, end det havde været i Hermanariks tid, men de to riger var af helt forskellige karakter. Teoderiks var baseret på den romerske tradition, mens det gamle rige havde mere karakter af et traditionelt stammesamfund. Teoderik havde en dobbelt position, idet han var både goternes konge og den vestromerske kejsers efterfølger, dog uden at have de officielle titler. Befolkningen i hans rige var to grupper; dels den gamle romerske, dels den nye gotiske. De var meget forskellige i skikke, sprog og religion, og selvom de levede side om side på italiensk jord, blev de styret efter deres egne love. Teoderik var på denne måde fyrste for to forskellige stater, der delte samme territorium. Goterne ser ud til at have boet relativt tæt i det nordlige Italien, mens de i syd dannede mindre enklaver.
Nutidens indtryk af Teoderiks styre stammer især fra den romerske embedsmand Cassiodorus. I Teoderiks tankegang var goterne de fredelige romeres beskyttere, og den gotiske konge besad den faktiske kontrol over hele staten, mens den romerske konsul udelukkende havde en ceremoniel post. Den romerske administration fortsatte som hidtil på alle områder, men romersk politik og kultur havde i stedet stor indflydelse på goternes levevis. Denne styreform over flere forskellige nationer i det samme land måtte nødvendigvis være despotisk, og det betød, at konceptet om den germanske frihed måtte gå tabt i dette system. Teoderik arbejdede for at styret skulle kunne fortsætte efter hans død, men fyrstens autoritet døde sammen med ham selv, og riget brød sammen kort efter hans død.

## Sammenbrud
Da Tedoderik døde i 526 blev ostrogoternes og visigoternes riger igen delt. De få gange de nu handlede sammen var sjældne og præget af tilfældighed. Amalrik overtog den fulde kontrol over visigoternes kongedømme i Hispania og Septimania. Provence overgik til den nye ostrogotiske konge Athalarik, Teoderiks barnebarn. Det lykkedes ikke for Athalarik at få ryddet op i de interne stridigheder, der trivedes blandt den gotiske elite. Theodahad, Teoderiks nevø gennemførte et kup, dræbte kongen og hans mor, men blev selv dræbt under urolighederne. Tre andre herskere nåede at sidde på tronen de næste fem år.
Ostrogoternes svage position i Italien stod nu klart for den østromerske kejser Justinian I. Det overordnede mål for hans regering var så vidt som muligt at genskabe hele Romerriget. Han lod ikke nogen anledning gå fra sig: i 535 gav han sin general Belisarius ordre til at angribe ostrogoterne. Belisarius erobrede hurtigt Sicilien og gjorde derfra indfald i Italien, hvor han erobrede Napoli og Rom i 536 før han marcherede videre mod nord mod det gotiske kerneområde. I 540 indtog han Mediolanum og den ostrogotiske hovedstad Ravenna.
Nu tilbød Justinian goterne en meget generøs fredsaftale, efter Belisarius syn lidt for generøs, den bestod nemlig i retten til at holde et uafhængigt kongedømme i det nordvestlige Italien, men med krav om at de skulle give halvdelen af deres skatter til imperiet. Det var Belisarius’ opgave at overlevere meldingen til goterne, men han holdt sig for god til at anbefale den. Goterne følte, at det måtte være en fælde, for de stolede ikke på Justinian. Og fordi Belisarius havde opført sig yderst eksemplarisk under hele sit felttog stolede de mere på ham og ville derfor kun gå med på aftalen hvis Belisarius anbefalede den. Dette gjorde det vanskeligt at indgå en aftale.
En fraktion af gotiske adelsmænd mente, at deres egen konge Witiges, der havde tabt krigen, var en svækling, og at de derfor behøvede en ny. Erarik, lederen af denne gruppe, foreslog Belisarius som konge og tilbød ham kronen. Belisarius var soldat, ikke statsmand, og først og fremmest helt loyal overfor Justinian. Han lod som om han ville acceptere tilbuddet, red til Ravenna for at blive kronet, men arresterede i stedet goternes ledere og underlagde Byzans hele kongedømmet.
Justinian var rasende. Perserne havde angrebet i øst, og han havde ønsket et stabilt neutralt land, der kunne beskytte hans vestlige grænse mod frankerne, der ikke var så venligtsindede. Belisarius blev sendt mod øst for at møde perserne og efterlod Johannes, en byzantinsk officer, at styre Italien.
I 545 vendte Belisarius tilbage til Italien for, at opdage at situationen havde forandret sig radikalt. Erarik var dræbt og den pro-romerske fraktion af den gotiske elite var væltet. I 541 havde ostrogoterne valgt en ny konge ved navn Totila. Denne gotiske patriot og brillante kommandant havde bragt hele det nordlige Italien tilbage under gotisk kontrol og tilmed drevet byzantinerne ud af Rom. Belisarius gik i offensiven, lokkede Totila til at opgive Rom, men tabte så igen, efter at en jaloux Justinian, ræd for at magten ville gå til Belisarius, nægtede at give ham forsyninger og forstærkninger. Belisarius var tvunget til at gå i defensiven. I 548 erstattede Justinian ham med eunukken og generalen Narses, som han stolede mere på.
Narses skuffede ikke Justinian. Totila blev dræbt i slaget ved Taginae i juli 552, og efterfølgende blev hans tilhængere besejret i slaget ved Mons Lactarius i oktober 552 eller begyndelsen af 553. Widin, det sidste kendte medlem af det gotiske dynasti gjorde oprør sent i 550’erne med en minimal militær hjælp fra frankerne. Hans oprør var ufrugtbart, og endte med at Widin blev taget til fange og ført til Konstantinopel som straf i 561 eller 562.
Med dette endelige nederlag forsvandt det ostrogotiske navn; nationen forduftede praktisk talt efter Teoderiks død. Der skulle gå mere end 1000 år, før Italien igen blev samlet i én stat. Resultatet var at goterne fik en anden plads i italienernes hukommelse end i Spanien og Portugal, hvor de indgår som et vigtigt element i den nationale identitet. I Italien leverede de kun en kortvarig okkupation.

## Ostrogotisk kultur
Af gotisk litteratur på det gotiske sprog er en oversættelse af bibelen bevaret samt nogle religiøse skrifter og få fragmenter af andre tekster. Et edikt fra Teoderik fra år 500 er bevaret og giver et lille indblik i den gotiske lov sammen med Variae, skrevet af Cassiodorus og regnet for at være en samling af dokumenter fra Teoderiks og hans umiddelbare efterfølgeres statsadministration.
Af beretninger om goternes historie, udover den Jordanes skrev, som er hovedkilde til ostrogoternes historie, findes en gotisk historie af Isidor, Ærkebiskop af Sevilla, den er historiekilde til de visigotiske konger historie, men indeholder også levn til ostrogoternes. Hos de fleste samtidige latinske og græske forfattere er der også levn til deres historie. En af disse er Salvian af Marseilles, der i det 5. århundrede skrev De Gubernatione Dei som består af en sammenligning mellem romernes grusomheder overfor de dyder barbarerne besad, særligt goterne. I alle den slags fremstillinger må vi dog tage højde for forfatterens egen agenda og tage forbehold for alle former for overdrivelser begge veje. De vigtigste dyder, som den katolske presbyter lovpriser hos de arianske goter, er deres renhed i forhold til deres egen tro, deres tolerance mod katolikkerne under deres styre og deres generelt gode behandling af sine romerske undersåtter. Han går så langt som til at håbe, at dette gode folk må blive frelst til trods for deres kætteri.

## Ostrogotiske konger
- Ermanarik ?-378
- Teodemir ?-474
- Teoderik den Store 474-526
- Atalarik 526-534
- Teodahad 534-536
- Witiges 536-540
- Ildibad 540-541
- Erarik 541
- Totila 541-552
- Teia 552-553